# Massimo Ugolini
Massimo Ugolini (ur. 26 lipca 1978) – polityk sanmaryński, członek Chrześcijańsko-Demokratycznej Partii San Marino. Od 1 kwietnia do 1 października 2016 był jednym z dwóch kapitanów-regentów San Marino.